# Oblast de Semipalatinsk
1854–1920
Entités précédentes :
- Gouvernement de Tomsk
- Oblast des Kirghizes de Sibérie

Entités suivantes :
- Gouvernement de Semipalatinsk

L’oblast de Semipalatinsk (en russe : Семипалатинская область) est une oblast de l'Empire russe en Asie centrale, formée en 1854 avec pour capitale Semipalatinsk.

## Géographie
L’oblast de Semipalatinsk occupe le territoire entre le lac Balkhach au sud et la rivière Irtych au nord. À l’est l’oblast est bordée par la Chine, au sud par l’oblast de Semiretchie, à l’ouest par celle d’Akmolinsk et au nord par le gouvernement de Tomsk.
De nos jours le territoire de l’oblast de Semipalatinsk se retrouve dans les oblys du Kazakhstan-Oriental, de Karaganda et de Pavlodar.

## Subdivisions administratives
L'oblast est divisée en cinq ouiezds au début du xxe siècle : Zaïssan, Karakaly, Pavlodar, Semipalatinsk et Oust-Kamenogorsk.

## Population
Au recensement de 1897 la population de l’oblast s’élève à 684 590 habitants, dont 88,3 % de Kazakhs (appelés Kirghizes à l’époque), 9,5 % de Russes et 1,5 % de Tatares.